# لیتیم ۱۲-هیدروکسی‌استارات
لیتیم ۱۲-هیدروکسی‌استارات (به انگلیسی: Lithium 12-hydroxystearate) یک ترکیب شیمیایی با شناسه پاب‌کم ۱۱۱۰۱۸ است. شکل ظاهری این ترکیب، پودر سفید است.